# 수당연의 (2013년 드라마)
《수당연의》(중국어 간체자: 隋唐演义, 정체자: 隋唐演義, 병음: Suí táng yǎn yì 쑤이탕옌이[*], 영어: Heroes in Sui and Tang Dynasties)은 중국의 텔레비전 드라마이다.

## 등장 인물
- 엄흘관(嚴屹寬) : 진경(秦瓊) 역
- 강무(姜武) : 정교금(程咬金) 역
- 장한 : 나성(羅成) 역
- 왕보강(王宝强) : 이현배(李玄霸) 역
- 부대룡(富大龍) : 양광(楊廣) 역
- 두순(杜淳) : 당 태종(唐太宗) 역